# Портус, Гайе
Гайе Линн Портус (англ. Gaye Lynn Porteous, 26 июня 1965, Калгари, Канада) — канадская хоккеистка (хоккей на траве), вратарь. Участница летних Олимпийских игр 1992 года, серебряный призёр Панамериканских игр 1991 года.

## Биография
Гайе Портус родилась 26 июня 1965 года в канадском городе Калгари.
Первоначально занималась бейсболом. В 9-летнем возрасте стала первой девочкой, игравшей в Литтл-лиге провинции Альберта.
Играла в хоккей на траве на позиции вратаря за Калгари, затем за команду университета Калгари «Калгари Динос».
В 1987 году во время университетской учёбы вошла в символический второй состав лучших университетских хоккеисток Канады, в 1988 году — в первый. В 1986—1988 годах трижды была включена в символическую сборную Западной Канады по хоккею на траве. В 1989 году удостоена премии Маргарет Сатерн. Стала серебряным призёром летних Игр Западной Канады 1987 года в составе сборной провинции Альберта.
В 1991 году в составе женской сборной Канады завоевала серебряную медаль хоккейного турнира Панамериканских игр в Гаване.
В 1992 году вошла в состав женской сборной Канады по хоккею на траве на летних Олимпийских играх в Барселоне, занявшей 7-е место. В матчах не участвовала, оставаясь дублёром основного вратаря Шерон Бэйес.
На 1997 год преподавала математику и физическое воспитание в средней школе имени Кларенса Сэнсома (Калгари), входила в состав команды провинции Альберта.